# S. Yizhar

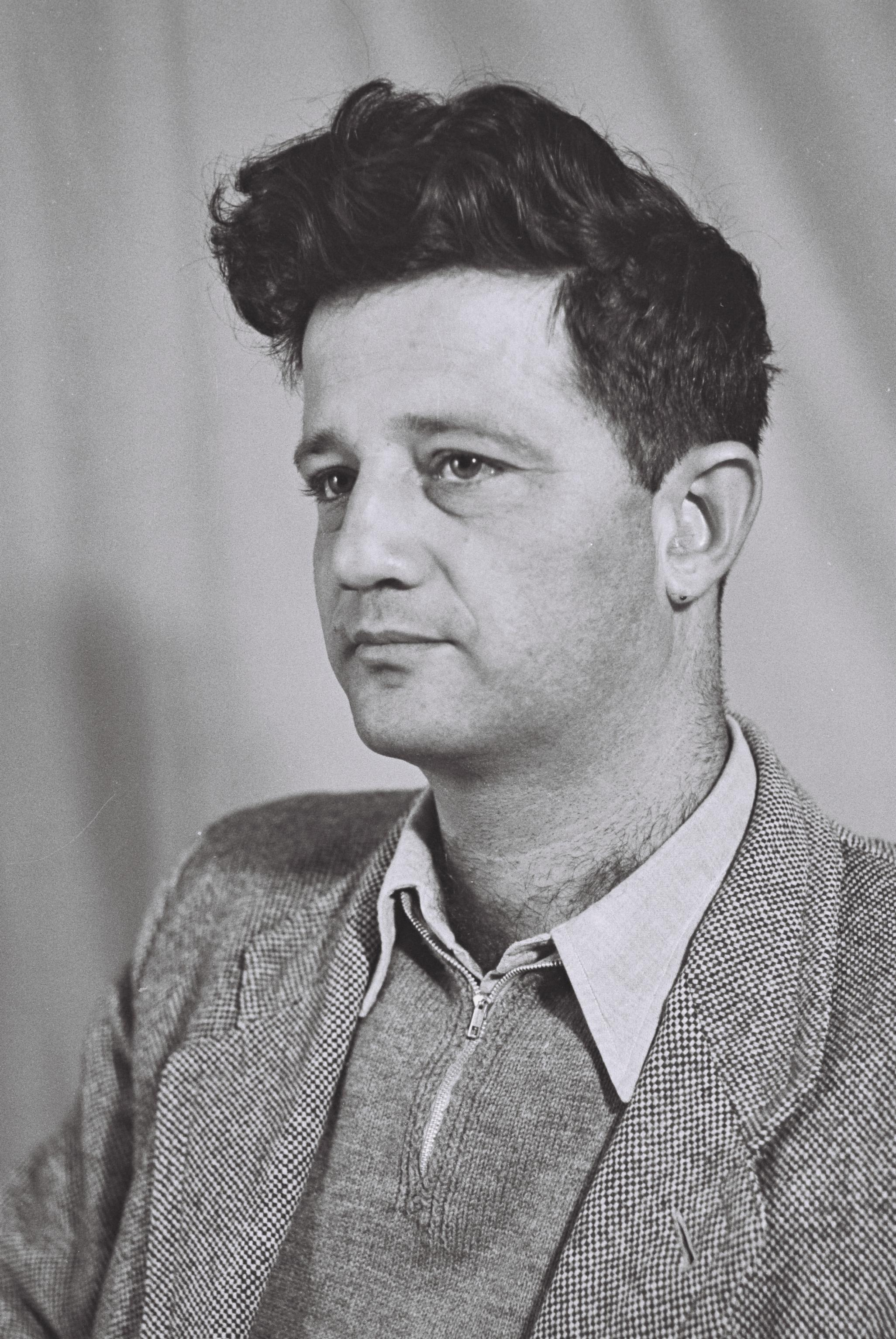
S. Yizhar (1951)

Yizhar Smilansky (hebräisch יִזְהָר סְמִילַנְסְקִי Jishar Smīlanskī; geboren 27. September 1916 in Rechovot, Osmanisches Reich; gestorben 21. August 2006 in Sderot), auch bekannt als S. Yishar, war ein israelischer Schriftsteller.

## Leben
Yizhar Smilansky stammt aus einer Schriftstellerfamilie, sein Vater, der Autor Zeev Smilansky kam 1890 aus Odessa ins osmanische Mutesarriflik Jerusalem, der Onkel seines Vaters war der berühmte Autor Moshe Smilansky. Yizhar studierte am Lehrerseminar in Jerusalem und arbeitete als Erzieher in Javneʾel, im Kinder- und Jugenddorf Ben Shemen, in Chulda und in Rechovot. Er studierte außerdem an der Hebräischen Universität in Jerusalem, wo er später als Professor für Erziehungswissenschaften bis zu seiner Pensionierung lehrte. Seit 1982 hatte er auch eine Professur für Hebräische Literatur an der Universität Tel Aviv inne. 
Sein Pseudonym S. Yizhar erhielt er durch den Dichter Yitzhak Lamdan, der als Herausgeber der Zeitschrift Gillyonot 1938 die erste Kurzgeschichte S. Yizhars veröffentlichte. Unter diesem Pseudonym publizierte S. Yizhar fortan alle seine Texte und Bücher.

## Soldat und Politiker
Als Nachrichtenoffizier der Haganah nahm S. Yizhar am israelischen Unabhängigkeitskrieg teil. Das fand später seinen Niederschlag in vielen seiner literarischen Werke. 
Nach dem Krieg wurde S. Yizhar 1949 als Abgeordneter für die Mapai-Partei in die erste Knesset gewählt und blieb Mitglied dieser Partei bis zur sechsten Knesset. Er wechselte zu der von David Ben-Gurion neu gegründeten Partei Rafi und schied 1967 schließlich aus der Knesset aus. Aber „S. Yizhar hat sich bis zu seinem Tod zu politischen Themen geäußert, und zwar nicht im Sinn von Benjamin Netanjahu“, sagte seine Übersetzerin, Ruth Achlama, aus Anlass von Yizhars 100. Geburtstag.

## Schriftsteller
S. Yizhar gehörte zu den herausragenden Schriftstellern Israels. Er prägte die Israelische Literatur ebenso wie die hebräische Sprache, die er unter anderem durch Neologismen und Archaismen bereicherte. Seine ethische Haltung, sein Gewissen spiegelt sich in seinem Werk wider: Er liebte die Kämpfer und hasste den Krieg sagte der Dichter Chaim Gouri über ihn. 
Als erster hebräischsprachiger Autor schildert S. Yizhar in seiner Erzählung Chirbet Chiʿsa (wörtlich: Die Ruine von Chisʿa) schon 1949 die Vertreibung von Arabern während des Unabhängigkeitskrieges 1948/1949 aus einem fast verlassenen Dorf. In dieser beim linken Verlag Sifriat HaPoʿalim herausgekommenen Erzählung zeigt er Mitleid mit den arabischen Dorfbewohnern und ging hart ins Gericht mit den Soldaten der israelischen Armee. Für viele Israelis wurde er damit zu einem Verräter, wie Ruth Achlama berichtete: „S. Yizhar steht bis heute auf der Empfehlungsliste des israelischen Erziehungsministeriums für freiwillige Oberstufenlektüre, und zwar mit den Erzählungen ›Der Gefangene‹ und ›Chirbet Chizʿa‹ und dem Roman Auftakte. Unter Menachem Begin war ›Chirbet Chizʿa‹ vom Lehrplan abgesetzt worden, unter Jitzchak Rabin wurde es wieder aufgenommen. Und S. Yizhar sagte einmal, er wisse immer, wann sein Buch auf dem Lehrplan stehe, denn dann kämen wieder Drohanrufe.“ Chirbet Chizʿa wurde aber auch verfilmt und im israelischen Fernsehen gezeigt.
S.Yizhars Meisterwerk ist der Roman Die Tage des Ziklag, in diesem über eintausend Seiten umfassenden Buch schildert er die Geschichte des israelischen Unabhängigkeitskrieges und zeigt eine Gruppe Soldaten im Negev mit ihren moralischen Problemen. 
Fast 30 Jahre lang währte, von den 1960er bis Anfang der 1990er Jahre, Yizhars literarisches Schweigen. In dieser Zeit veröffentlichte Yizhar Aufsätze und Bücher zur Erziehungs- und Literaturwissenschaft. Erst in den 1990er Jahren erschienen nochmals eine Reihe preisgekrönter Romane und Kurzgeschichten, u. a. Mikdamot (Deutsch: Auftakte). Diese autobiografisch grundierte Roman schildert „den Alltag einer zionistischen Pionierfamilie und die tiefe Verwurzelung der Aktivisten in biblischen und talmudischen Quellen“.
S. Yizhar starb nach längerer Krankheit an Herzversagen.

## Auszeichnungen
- 1959 – Tage von Ziklag – Israelpreis
- 1989 – Akum Preis für sein Lebenswerk

## Schriften (Auswahl)
- Englisch: Midnight Convoy & Other Stories, Toby Press, 2nd Rev. Ed 2007, ISBN 1-59264-183-0
  - in Deutsch: Übers. Ruth Achlama Geschichten von Krieg und Frieden. Suhrkamp, 1997 ISBN 3-518-40820-8[5]
- Chirbet Chisʿa. Hebr. 1989 (datiert Mai 1949)
  - Englisch: Khirbet Khizʿeh, Ibis, 2007, ISBN 965-90125-9-4
  - in Deutsch: Übers. Ruth Achlama Ein arabisches Dorf. Suhrkamp, Frankfurt 1998 (auch in Spanisch verlegt)[6]
- Englisch: Preliminaries, Toby, 2007, ISBN 1-59264-190-3
  - in Deutsch: Auftakte. Roman. Rowohlt, Reinbek 1996 ISBN 3-498-07641-8 TB 1998 ISBN 3-499-22359-7. Aus dem Hebr. "Mikdamot". Autobiographie[7]

## Sekundärliteratur
- Anita Shapira: Hirbet Hizʿah: Between Remembrance and Forgetting In: Jewish Social Studies Bd. 7, Nr. 1, Fall 2000 (New Series), S. 1–62 (zur Wirkungsgeschichte des Romans bis heute)
- Barbara Schäfer: Chirbet Chizʿah oder die Vertreibung aus dem Paradies. in Zs. Kalonymos 13. Jg. 2010, H. 1 ISSN 1436-1213 S. 9–11 (mit Buchzitaten) Online Über "Ein arabisches Dorf"
- Hannah Hever: Ḥirbet Ḥizʿā. In: Dan Diner (Hrsg.): Enzyklopädie jüdischer Geschichte und Kultur (EJGK). Band 3: He–Lu. Metzler, Stuttgart/Weimar 2012, ISBN 978-3-476-02503-6, S. 50–54.
- Smilansky, Yizhar, in: Yaacov Shimoni: Biographical dictionary of the Middle East. New York: Facts on File, 1991, S. 219f.

## Folgeproduktionen
- Dani Gal, Installation: Zen for TV and the Birth of the palestinian refugee problem. 2010[8]
- Film: Khirbet Khizeh. TV, 1977. 54 Min. Regie Ram Loevy. Hebr. mit engl. UT. Auch als DVD.[9]
- Video-Film – Der Autor liest aus den ersten Kapiteln von "Mikdamot"; die Regisseurin Anat Even begleitet seine Stimme mit ihrem Blick, setzt seine Worte fort und hält zugleich dagegen. Israel 2005, 40 min., Orig. Hebr. mit UT Dt., Frz., Engl.